# Øravík
Øravík este un oraș din Insulele Faroe.